# Juan Carlos Ruiz García
Juan Carlos Ruiz García (Ciudad de México, 28 de febrero de 1967) es un político mexicano, miembro del Partido Acción Nacional (PAN). Ha sido en dos ocasiones diputado federal y en tres diputado al Congreso de Nuevo León.

## Biografía
Es ingeniero Químico egresado de la Universidad Regiomontana y tiene estudios de seminarios en Mercadotecnia por el Instituto Tecnológico de Estudios Superiores de Monterrey (ITESM) y en Comunicación Política y Marketing Público por la Universidad George Washington en Washington, D. C.. Fue miembro de la Asociación de Scouts de México, del Grupo Estudiantil del Instituto Mexicano de Ingenieros Químicos, Capítulo UR, y de la Unión Parlamentaria Scout.
Ejerció su carrera profesional de forma privada de 1994 a 1996 como representante de ventas y servicio técnico en PPG Industrias de México, S.A. de C.V., y de 1996 a 1998 como director de Nuevos Proyectos en Electrónica Tapia, S.A. de C.V. Paralelamente inició su carrera política como miembro del PAN, que lo llevó a ser de 1995 a 1996 secretario de Acción Ciudadada del comité estatal de Nuevo León, de 1996 a 1998 secretario de Organización del comité municipal de Monterrey y de 1998 a 2000 secretario de Organización del comité estatal.
En 1994 fue elegido diputado federal suplente a la LVI Legislatura sin haber sido llamado a ocupar el cargo y al concluir esta en 1997 nuevamente fue diputado suplente, en esta ocasión por el Distrito 7 de Nuevo León a la LVII Legislatura de 1997 a 2000. Ocupó el cargo entre el 18 de septiembre de 1998 y el 22 de marzo de 2000 por licencia concedida al propietario Israel Hurtado Acosta; durante este periodo fue secretario de la comisión de Fortalecimiento del Federalismo; e integrante de las comisiones de Relaciones Exteriores; de Energía; de Comunicaciones y Transporte; y, de Asuntos de Juventud.
En las elecciones estatales de 2000 fue candidato del PAN a diputado por el Distrito 7 local, logrando ser elegido para la LXIX Legislatura del Congreso del Estado de Nuevo León, de dicho año a 2003. En ella fue presidente de la comisión Cuarta de Hacienda y Desarrollo Municipal; e integrante de las comisiones de Gobernación y Organización Interna de los Poderes; Primera de Hacienda y Desarrollo Municipal; de Ecología; y, de Vigilancia. Además, durante 2000, fue secretario general del comité estatal del PAN.
Al terminar su encarga legislativo, en 2004 fungió como delegado de la Procuraduría Federal de Protección al Ambiente (PROFEPA) en el estado de Coahuila y en 2005 pasó con mismo cargo, pero en Nuevo León. Dejó el cargo para ser elegido, para el periodo de 2005 a 2009, presidente estatal del PAN en Nuevo León. De 2009 a 2012 fue nombrado secretario en el gobierno municipal de Monterrey encabezado por el presidente municipal Fernando Larrazábal Bretón. 
En el proceso electoral de 2012 fue candidato por segunda ocasión a diputado al Congreso del Estado, por el mismo distrito 7. Triunfó en la elección, representándolo en la LXXIII Legislatura de 2012 a 2015. En ella fue coordinador del Grupo Parlamentario del PAN; y en 2015, dejó el cargo para ser esta ocasión candidato a diputado federal en propiedad por el Distrito 10 de Nuevo León. Fue nuevamente elegido, para la LXIII Legislatura que concluyó en 2018. En esta legislatura fue secretario de la comisión de Energía; e integrante de las comisiones De la Cuenca de Burgos; de Educación Pública y Servicios Educativos; de Medio Ambiente y Recursos Naturales; y, Para dar seguimiento a los procesos y resultados de las compras del gobierno federal. 
Se separó del cargo mediante licencia entre el 27 de abril y el 1 de junio de 2018 para ser candidato por tercera ocasión a diputado local en las elecciones de 2018, donde fue elegido, en esta ocasión por el Distrito 8 local, a la LXXV Legislatura estatal que concluiría su periodo de 2021. Ahí fue vicepresidente de la comisión de Fomento al Cempo, Energía y Desarrollo Rural; y vocal de las comisiones de Desarrollo Urbano; de Hacienda del Estado; de Desarrollo Metropolitano; de Medio Ambiente y Desarrollo Sustentable; de Coordinación y Régimen Interno; de Ciencia, Tecnología e Innovación; y, especial de Protección Civil.
En las elecciones federales de 2024 fue postulado candidato de la coalición Fuerza y Corazón por México a senador por Nuevo León en segunda fórmula, pero renunció a ella el 24 de marzo de 2024 y fue sustituido por Fernando Margáin Sada.